# Hrabstwo Paulding (Georgia)

Piramida wieku hrabstwa

Hrabstwo Paulding (ang. Paulding County) – hrabstwo w stanie Georgia w Stanach Zjednoczonych. Jest częścią obszaru metropolitalnego Atlanty.
Powstało w 1832 roku. Jego nazwa powstała od nazwiska John Paulding (1759–1818), bohatera rewolucji amerykańskiej.

## Geografia
Według spisu z 2000 obszar całkowity hrabstwa obejmuje powierzchnię 816 km², z czego 812 km² stanowią lądy, a 4 km² stanowią wody. Według szacunków United States Census Bureau w roku 2011 miało 143 542 mieszkańców. Jego siedzibą administracyjną jest miasto Dallas.

### Sąsiednie hrabstwa
- Hrabstwo Bartow – północ
- Hrabstwo Cobb – wschód
- Hrabstwo Douglas – południowy wschód
- Hrabstwo Carroll – południe
- Hrabstwo Haralson – południowy zachód
- Hrabstwo Polk – zachód

### Miasta
- Braswell
- Dallas
- Hiram

## Demografia
Według spisu w 2020 roku liczy 168,7 tys. mieszkańców, co oznacza wzrost o 18,5% od poprzedniego spisu z roku 2010. Według danych z 2020 roku, 73,2% populacji stanowili biali (69,1% nie licząc Latynosów), 20,1% czarnoskórzy lub Afroamerykanie, 4,1% było rasy mieszanej, 1,1% Azjaci, 0,22% to rdzenna ludność Ameryki i 0,02% pochodziło z wysp Pacyfiku. Latynosi stanowili 6,7% populacji.
Do największych grup należały osoby pochodzenia afroamerykańskiego, „amerykańskiego” (16,6%), irlandzkiego (9,7%), niemieckiego (8,3%) i angielskiego (8,1%).

## Polityka
W wyborach prezydenckich w 2020 roku, 63,8% głosów otrzymał Donald Trump i 34,8% przypadło dla Joe Bidena.